# Soucieu-en-Jarrest
Soucieu-en-Jarrest es una comuna francesa situada en el departamento de Ródano, de la región de Auvernia-Ródano-Alpes.

## Demografía
| 1 562 | 1 686 | 1 933 | 2 286 | 2 654 | 3 214 | 3 641 | 4 431 |
| Para los censos de 1962 a 1999 la población legal corresponde a la población sin duplicidades (Fuente: INSEE [Consultar]) |       |       |       |       |       |       |       |